# Donja Gradina
Donja Gradina är en ort i Bosnien och Hercegovina.   Den ligger i entiteten Republika Srpska, i den nordvästra delen av landet, 190 km nordväst om huvudstaden Sarajevo. Donja Gradina ligger 92 meter över havet och antalet invånare är 289.
Terrängen runt Donja Gradina är platt. Närmaste större samhälle är Bosanska Dubica, 13,4 km sydväst om Donja Gradina. 
I omgivningarna runt Donja Gradina växer i huvudsak blandskog. Runt Donja Gradina är det ganska tätbefolkat, med 54 invånare per kvadratkilometer.